# Sophie Guillemin
Sophie Guillemin (Parigi, 1º dicembre 1977) è un'attrice francese.
Prima del suo esordio ha svolto numerosi lavori, tra i quali ballerina a Disneyland Paris e cameriera in un fast food.
Il suo esordio nel 1998 è stato casuale, notata per la prima volta dal regista Cédric Kahn, ottenne subito il ruolo di attrice protagonista nel film La noia ispirato al romanzo di Alberto Moravia, ruolo che le valse la nomination ai César come miglior attrice protagonista.
Spesso notata per le sue curve generose, insolite per un'attrice, ottiene numerosi ruoli negli anni seguenti.
Nel 1999 decide di convertirsi all'Islam.
Nel 2000 interpreta un ruolo al fianco di Sergi López nella pellicola Harry, un amico vero, performance che le valse una nuova candidatura ai Cèsar.
Successivamente nel film M'ama non m'ama interpreta il ruolo della migliore amica di Audrey Tautou.

## Filmografia parziale

### Cinema
- La noia (L'Ennui), regia di Cédric Kahn (1998)
- On fait comme on a dit, regia di Philippe Bérenger (2000)
- Harry, un amico vero (Harry, un ami qui vous veut du bien), regia di Dominik Moll (2000)
- Domani andrà meglio (Ça ira mieux demain), regia di Jeanne Labrune (2000)
- Du côté des filles, regia di Françoise Decaux-Thomelet (2001)
- Félicitations, regia di Matthieu Rozé (2002)
- Intrusion, regia di Artemio Benki (2002)
- M'ama non m'ama (À la folie... pas du tout), regia di Laetitia Colombani (2002)
- Amour tout court, regia di Eric Assous (2003)
- L'Avion, regia di Cédric Kahn (2005)
- Commis d'office, regia di Hannelore Cayre (2009)
- Un chat un chat, regia di Sophie Fillières (2009)
- Gamines, regia di Éléonore Faucher (2009)
- La Petite Lilia, regia di Reda Mustafa (2009)
- La Tête en friche - La testa tra le nuvole (La Tête en friche), regia di Jean Becker (2010)
- Coup de peigne, regia di Nicole Seguin (2010)
- Sotto le foglie (Quand vient l'automne), regia di François Ozon (2024)
- Noi e loro (Jouer avec le feu), regia di Delphine e Muriel Coulin (2024)
- Vie privée, regia di Rebecca Zlotowski (2025)

### Televisione
- 2002 Chut ! di Philippe Setbon
- 2007 Sœur Thérèse.com, episodio Un affare di cuore di René Manzor
- 2007 Vérités assassines d'Arnaud Sélignac
- 2007 Les vacances de Clémence di Michel Andrieu
- 2008 La cour des grands, episodio "Alison" (prima stagione, episodio 4) di Christophe Barraud
- 2010 Petite Fille di Laetitia Masson
- 2017 Greta di Glacé (miniserie TV)